# مصب دنيستر
مصب دنيستر أو كما يسمى محليًا دنيستر ليمان ((بالأوكرانية: Дністровський лиман)‏، (بالرومانية: limanul Nistrului)‏)، عبارة عن مصب كبير شبيه بالبحيرات الشاطئية، تشكل عند النقطة التي يتدفق فيها نهر دنيستر إلى البحر الأسود. يقع هذا المصب في أوكرانيا، في منطقة أوبلاست أوديسا، وتربط منطقة «بودجاك التاريخية» بالبر الرئيسي الأوكراني. على شواطئه الغربية، تقع مدينة بيلهورود دنيستروفسكي بينما تقع أوفيديوبول على شاطئه الشرقي. تشتهر بلدة شابو، الواقعة في اتجاه مجرى نهر بيلهورود دنيستروفسكي، بنبيذها، ويحتوي هذا المصب على ميناء بيلهورود دنيستروفسكي.
تترواح مساحة هذا المصب بين 360 و408 كلم مربع، ويبلغ طوله 42.5 كلم ويبلغ أقصى عرض له 12 كلم. يبلغ متوسط العمق 1.8 متر، وأقصى عمق له هو 2.7 متر.
على الشريط الرملي الذي يفصل المصب من البحر الأسود المفتوح إلى الجنوب، هي بلدة منتجع زاتوكا. والطريق الأوكراني الوحيد الذي يربط بودجاك هو «بي 70» على اللسان الرملي؛ ولتجنب الأهوار في الطرف الشمالي من مصب دنيستر، يتعين على الطريق السريع رقم «م 15» أن يعبر إلى مولدوفا.

## روابط خارجية
- معلومات عن مصب ونهر دنيستر على موسوعة بريتانيكا
- باللغة الروسية خريطة طبوغرافية مصب دنيستر- القسم الشمالي
- باللغة الروسية خريطة طبوغرافية مصب دنيستر - القسم الجنوبي